# Gamla kyrkan, Tammerfors

Gamla kyrkan är en kyrkobyggnad i den finländska staden Tammerfors i landskapet Birkaland.

## Kyrkobyggnaden
Kyrkan är en korskyrka och byggdes i trä i nyklassisk stil 1824 efter ritningar av arkitekt Charles (Carlo) Bassi. Klockstapeln är ritad av Carl Ludvig Engel och stod färdig 1828. Kyrkan används av Tammerfors svenska församling. 
Kyrkan restaurerades i sin ursprungliga stil mellan åren 1953 och 1954 under ledning av professor Nils Erik Wickberg.